# 韋爾捷列齊克
50°1′54″N 34°7′5″E / 50.03167°N 34.11806°E
韋爾捷列齊克（烏克蘭語：Вертелецьке），是烏克蘭中部的村莊，隸屬波爾塔瓦州的米爾霍羅德區。該村分別距離沃斯科比尼基1公里和科瓦利夫卡2.5公里，海拔高度156米，2001年人口133。